# Municipio de Bogovinje
El municipio de Bogovinje (en idioma macedonio: Општина Боговиње) es uno de los ochenta y cuatro municipios en los que se subdivide administrativamente Macedonia del Norte.

## Geografía
Este municipio se encuentra localizado en el territorio que abarca la región estadística de Polog. 

## Población
La superficie de este municipio abarca una extensión de territorio de unos 141,65 kilómetros cuadrados. La población de esta división administrativa se encuentra compuesta por un total de 28.997 personas (según las cifras que arrojaron el censo llevado a cabo en el año 2002). Mientras que su densidad poblacional es de unos doscientos cinco habitantes por cada kilómetro cuadrado aproximadamente.